# Ivan da Silveira Serpa
Ivan da Silveira Serpa GCIH • GOMM (Rio de Janeiro, 30 de dezembro de 1932 — 26 de maio de 2011) foi um almirante brasileiro. Foi ministro da Marinha durante o governo Itamar Franco.

## Biografia
Ingressou na Escola Naval em 1949, tendo concluído o curso em 1952. Fez dois cursos de operações anti-submarino nos Estados Unidos, em 1960 e 1963. Entre 1966 e 1968, foi instrutor de português na Academia Naval dos Estados Unidos. Em 1973, fez o Curso de Comando e Estado-Maior da Escola de Guerra Naval e, no ano seguinte, o Curso Superior de Guerra Naval. Foi promovido a contra-almirante em 1980, a vice-almirante em 1985 e a almirante-de-esquadra em março de 1990. Foi comandante da Escola Naval (fevereiro de 1984 a abril de 1985), diretor da Diretoria de Ensino da Marinha (abril de 1985 a abril de 1986), vice-chefe do Estado-Maior da Armada (abril de 1986 a abril de 1987), comandante do 2º Distrito Naval (maio de 1987 a agosto de 1988), comandante-em-chefe da Esquadra (setembro de 1988 a abril de 1990), diretor-geral do Pessoal da Marinha (abril de 1990 a junho de 1991), comandante de Operações Navais e diretor-geral de Navegação (junho de 1991 a maio de 1992) e chefe do Estado-Maior da Armada (maio a outubro de 1992).
Em agosto de 1990, como almirante-de-esquadra, Serpa foi condecorado pelo presidente Fernando Collor com a Ordem do Mérito Militar no grau de Grande-Oficial. Em 1994, foi admitido pelo presidente português Mário Soares à Ordem do Infante D. Henrique no grau de Grã-Cruz.
Foi ministro da Marinha durante o governo Itamar Franco e, em seguida, durante dois anos, conselheiro militar da missão brasileira junto à ONU.
Faleceu em 26 de maio de 2011.